# Fred Fisher
Fred Fisher (Keulen, 30 september 1875 – New York, 14 januari 1942) was een Amerikaans componist van populaire songs in de stijl van Tin Pan Alley.
Hij werd in Keulen geboren als Alfred Breitenbach en was de zoon van een handelsreiziger. Op zijn dertiende liep hij weg van huis en nam dienst in de Duitse keizerlijke marine. Later ging hij naar het Franse Vreemdelingenlegioen. In 1900 kwam hij in de Verenigde Staten aan, en ging naar Chicago. Hij noemde zich Fred Fischer (later verengelst tot Fisher). Hij leerde er piano spelen en ontdekte zijn talent voor het schrijven van liedjes. Hij verhuisde naar New York, waar hij eerst werkte voor de muziekuitgeverijen Harms & Co. en Leo Feist & Co., vooraleer zijn eigen uitgeverij op te richten in 1907.  In 1906 boekte hij een eerste groot succes met If the Man in the Moon Were a Coon, waarvan 2.500.000 exemplaren van de bladmuziek werden verkocht. 
Fisher schreef daarna een aantal populaire songs in samenwerking met Alfred Bryant, waaronder Come Josephine, In My Flying Machine (1910), I'm On My Way To Mandalay (1913) en Peg O'My Heart (1913), die meer dan een miljoen keer werden verkocht. Het laatste nummer is opgenomen door onder andere de orkesten van Buddy Clark, Eddie Howard, Glenn Miller en Phil Regan. Who Paid the Rent for Mrs. Rip Van Winkle When Rip Van Winkle Went Away? (1914) was een populaire song voor Al Jolson. In 1919 schreef hij de tekst voor Dardanella, een melodie van Johnny Black en Felix Bernard. Het werd een grote hit waarvan meer dan 6,5 exemplaren werden verkocht.
In 1914 trouwde hij met Anna Davis. Ze kregen drie kinderen, Doris, Marvin en Daniel (Dan), die alle drie succesvolle componisten werden.
In de jaren 1920 was hij een van de bekendste en productiefste "Tin Pan Alley"-componisten. Hij schreef meer dan 100 songs, waaronder ook nog Fifty Million Frenchmen Can't Be Wrong, I Found a Million-Dollar Baby in a Five and Ten-Cent Store, Your Feet's Too Big (onder anderen opgenomen door Fats Waller), Daddy, You've Been a Mother to Me en Chicago (That Toddling Town), dat vooral bekend is door de versie van Frank Sinatra.
Toen de bladmuziekbusiness in het midden van de jaren 1920 achteruitging vanwege de opkomst van de radio, ging hij begeleidende muziek bij stomme films en later muzikale nummers voor geluidsfilms componeren.  In de vroeger jaren 1930 keerde hij terug naar Tin Pan Alley en bleef er nieuwe hits produceren. In 1937 schreef hij That's When Your Heartaches Begin, dat de Ink Spots opnamen in 1940 en Elvis Presley in 1957 als B-kant van de single All Shook Up.
De laatste jaren van zijn leven leed hij onder een ongeneeslijke ziekte, en op 14 januari 1942 stapte hij uit het leven. 
Hij was lid van ASCAP en werd in 1970 opgenomen in de Songwriters Hall of Fame.